# Parthenocissus vicaryana
Parthenocissus vicaryana är en vinväxtart som först beskrevs av Wilhelm Sulpiz Kurz, och fick sitt nu gällande namn av H.B. Naithani. Parthenocissus vicaryana ingår i släktet vildvinssläktet, och familjen vinväxter. Inga underarter finns listade i Catalogue of Life.